# دهستان ریگ ملک
دهستان ریگ ملک، یکی از دهستان‌های بخش ریگ ملک شهرستان میرجاوه در استان سیستان و بلوچستان ایران است. مرکز این دهستان، ریگ ملک است.

## جمعیت
بر پایه سرشماری عمومی نفوس و مسکن در سال ۱۳۹۵، جمعیت دهستان ریگ ملک برابر با ۵٬۴۹۶ نفر بوده‌است.